# What It Feels Like for A Girl (TV-serie)
What It Feels Like for A Girl är en brittisk dramaserie vars första säsong hade premiär på BBC den 3 juni 2025. Serien är baserad på Paris Lees roman med samma namn.

## Handling
Byrons flykt till Nottinghams undre värld och upptäckt av East Midlands främsta podiumdansare, Lady Die, som tar Byron under sina vingar och välkomnar honom in i sin familj.

## Rollista (i urval)
- Ellis Howard - Byron
- Laura Haddock - Lisa
- Hannah Walters - Mommar Joe
- Michael Socha - Steve
- Laquarn Lewis - Lady Die
- Hannah Jones - Sasha
- Adam Ali - Dirty Damian
- Alex Thomas-Smith - Sticky Nikki
- Calam Lynch - Max
- Dickie Beau - Peter
- Lorn Macdonald - Tony
- Fay Ripley - Tessa